# 香港墳場列表
香港墳場分為政府管理的公眾墳場與私人經營的墳場；此外，還有公辦、私辦的火葬場。
由於香港土地短缺，1976年香港政府已經停止處理允許永久土葬的私人墳場，並鼓勵火化。因此，根據食環署政策，凡於公眾墳場土葬滿7年的骸骨，必須撿拾遷移，以便節省土地資源。經過檢討後，行政會議建議由2000年9月12日起，所有在執行職務時因「英勇過人行為」而喪生的公務員和非公務員，均可在獲准永久土葬。何謂「英勇過人行為」 則由行政長官按英勇勳章標準釐定。

## 食物環境衞生署

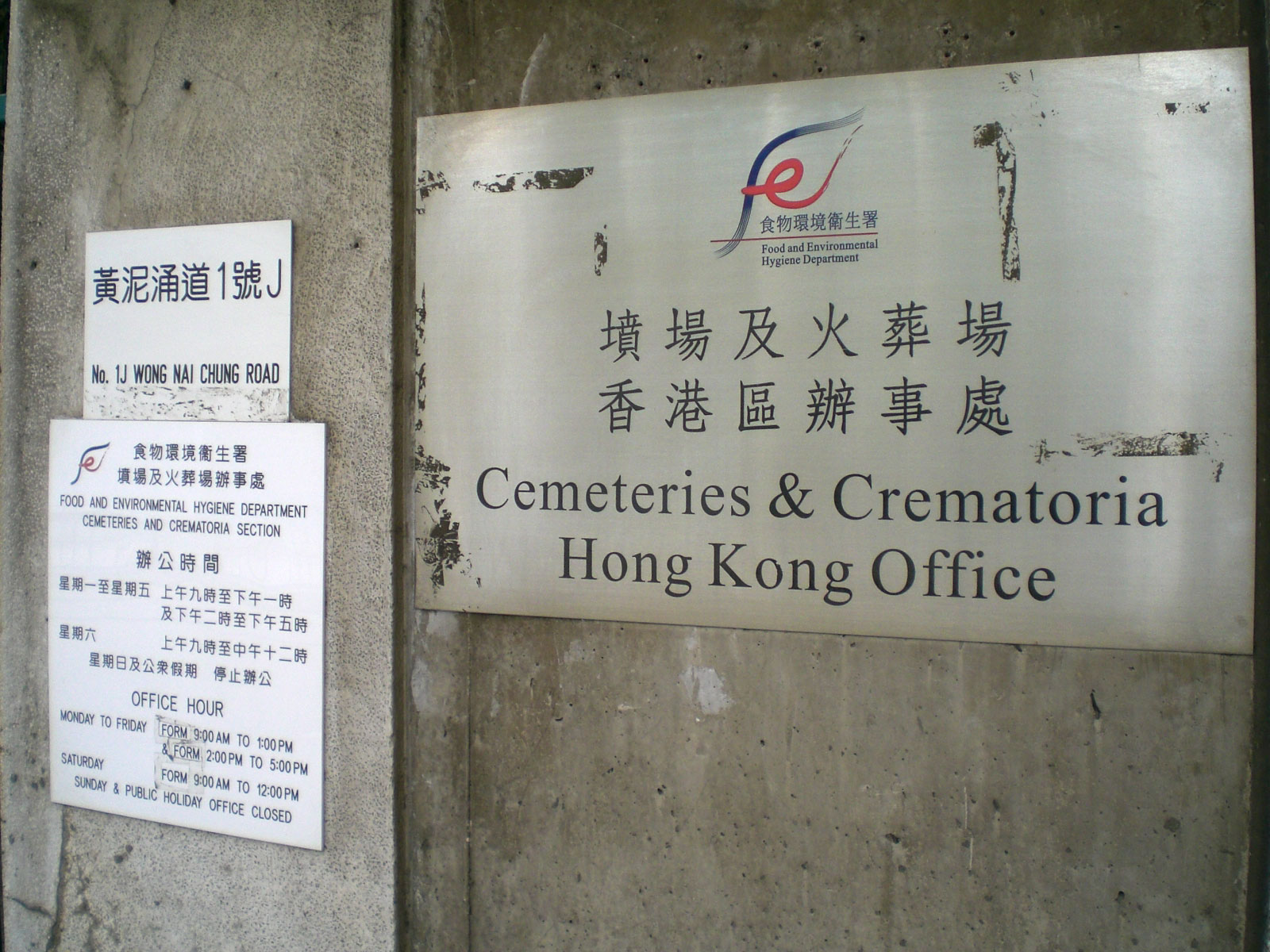
墳場及火葬場香港區辦事處

食物環境衞生署轄下共有10所公眾墳場、6所火葬場。

### 公眾墳場
香港島
- 香港墳場
- 咖啡園墳場 （1961年起停用）
- 赤柱監獄墳場

九龍
- 鑽石山金塔墳場（新九龍8號墳場）（1961年起停用）

新界
- 和合石墳場土
- 長洲墳場土
- 大澳墳場土
- 禮智園墳場土
- 沙嶺墳場
- 沙嶺金塔墳場

土：提供土葬墓地

### 政府火葬場
香港島
- 歌連臣角火葬場

九龍
- 鑽石山火葬場

新界
- 富山火葬場
- 葵涌火葬場
- 和合石火葬場
- 長洲火葬場

### 紀念花園
香港島
- 歌連臣角紀念花園

九龍
- 鑽石山紀念花園

新界
- 富山紀念花園
- 和合石紀念花園
- 長洲紀念花園
- 坪洲紀念花園
- 南丫島紀念花園
- 葵涌紀念花園

### 靈灰安置所
香港島
- 歌連臣角靈灰安置所
- 歌連臣角新廈靈灰安置所
- 黃泥涌道靈灰安置所[4]

九龍
- 鑽石山靈灰安置所

新界及離島
- 富山靈灰安置所
- 葵涌靈灰安置所
- 和合石靈灰安置所
- 和合石橋頭路靈灰安置所
- 曾咀靈灰安置所[5][4]
- 長洲靈灰安置所
- 坪洲靈灰安置所
- 南丫島靈灰安置所

## 國殤紀念墳場
由英聯邦戰爭公墓委員會管理的4所墳場：

### 東區柴灣
- 歌連臣角軍人墳場
- 西灣國殤紀念墳場

### 南區赤柱
- 赤柱軍人墳場

### 元朗新田
- 廓爾喀軍人墳場（由於墳場位於新田軍營內，於1997年6月30日香港主權移交後，只在特定日子，如：清明節開放）[6]

## 私營墳場

### 非牟利組織管理的墳場

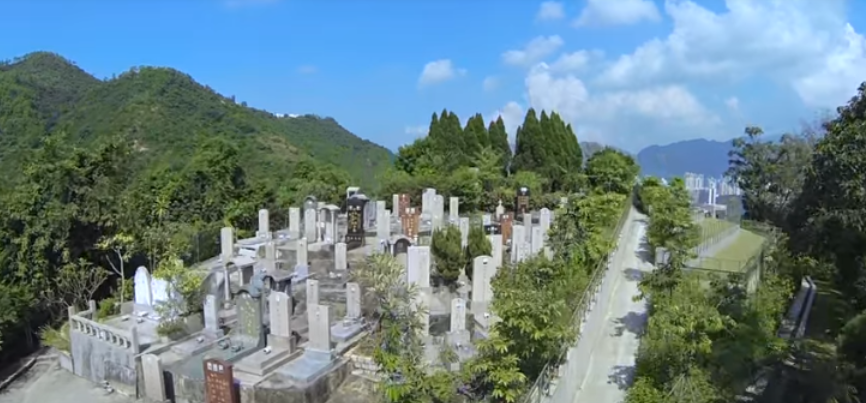
道風山基督教墳場

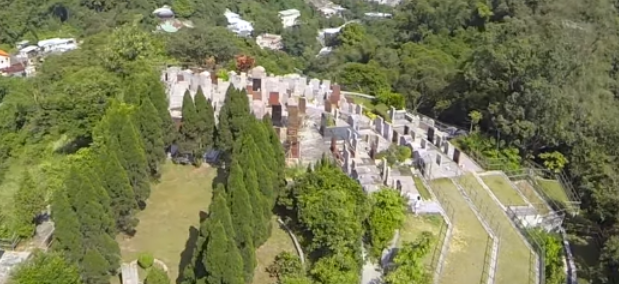
道風山基督教墳場鳥瞰照片

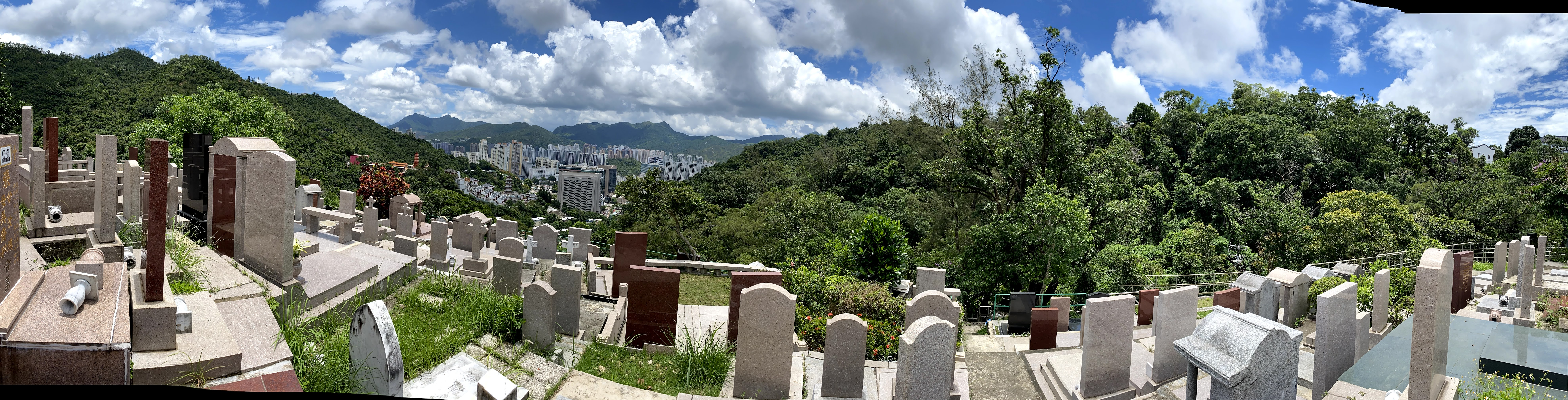
道風山基督教墳場

香港的私營墳場，有不少是由非牟利組織管理的。當中又可以分為宗教信仰相關和並非與宗教信仰有關連的墳場。
宗教團體相關
與宗教團體相關的墳場相當多元，當中有較多是與基督宗教相關的，例如道風山基督教墳場 （页面存档备份，存于）（接納天主教、基督新教和東正教及其家屬）、跑馬地天主教聖彌額爾墳場及香港華人基督教聯會九龍墳場等。亦有佛教墳場，有道教的骨灰龕堂思親公園，有回教墳場，有猶太墳場，有印度墳場，甚至有祆教墳場 （页面存档备份，存于）等。
非宗教相關
非宗教團體相關的墳場，有與軍人相關的軍人墳場和廓爾喀軍人墳場，有為香港歐亞混血兒提供安葬服務的昭遠墳場，有骨灰龕場寶福山，和華人永遠墳場等。

### 華人永遠墳場管理委員會
華人永遠墳場管理委員會是根據《華人永遠墳場條例》所成立的法定非牟利組織，為香港華裔永久性居民提供各類墓地服務，其轄下有四所墳場：
香港島

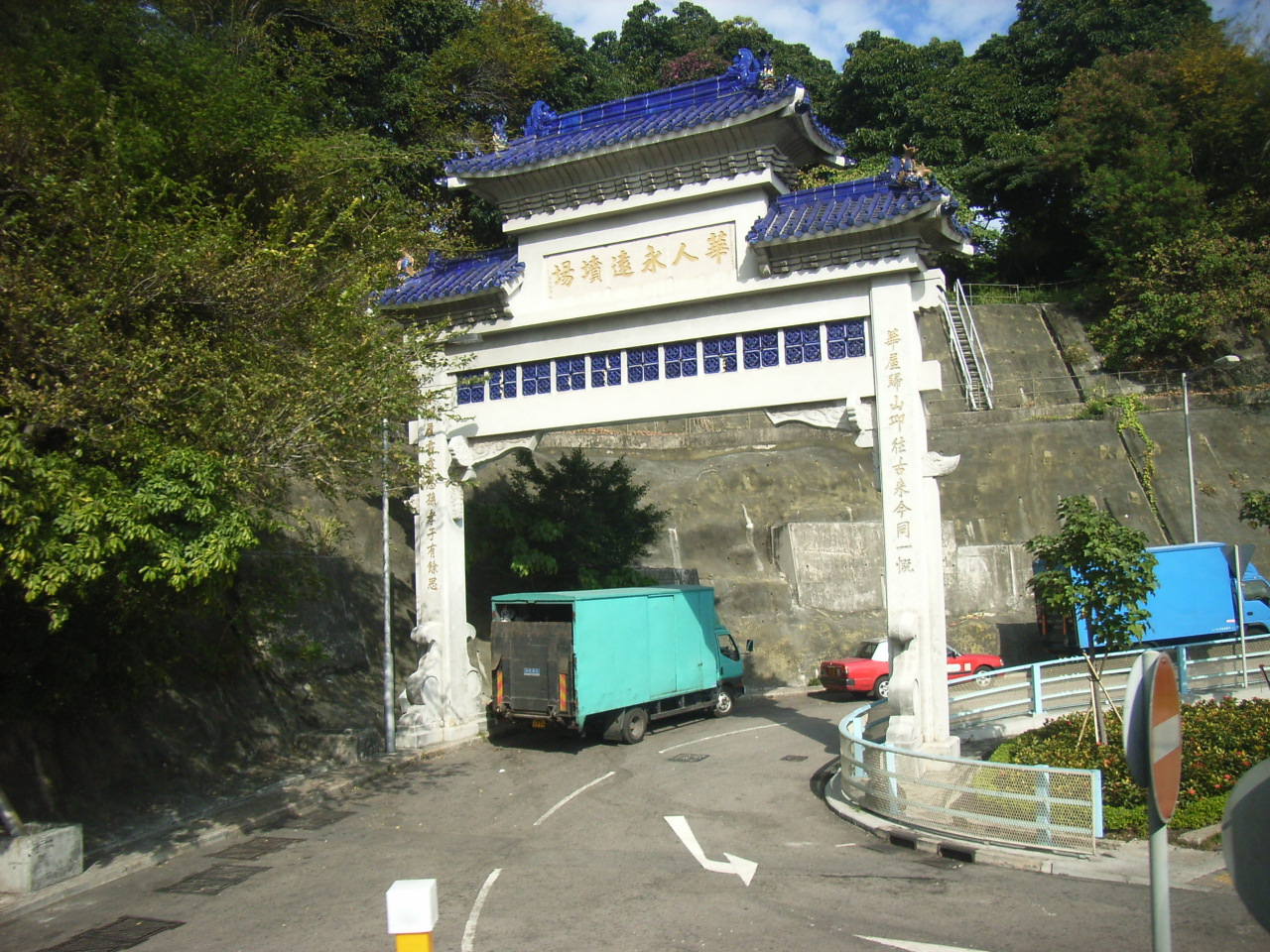
香港仔華人永遠墳場
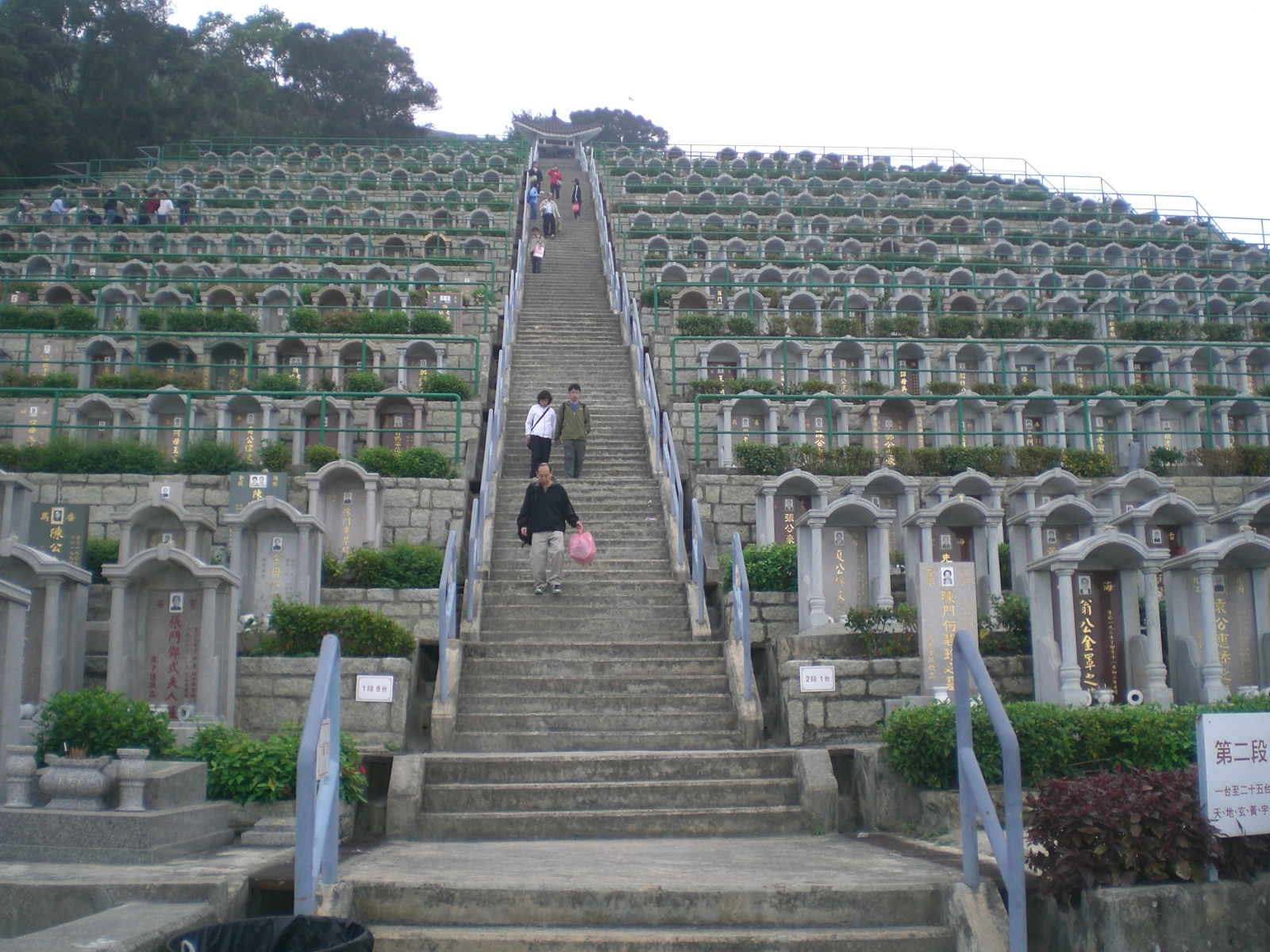
柴灣華人永遠墳場
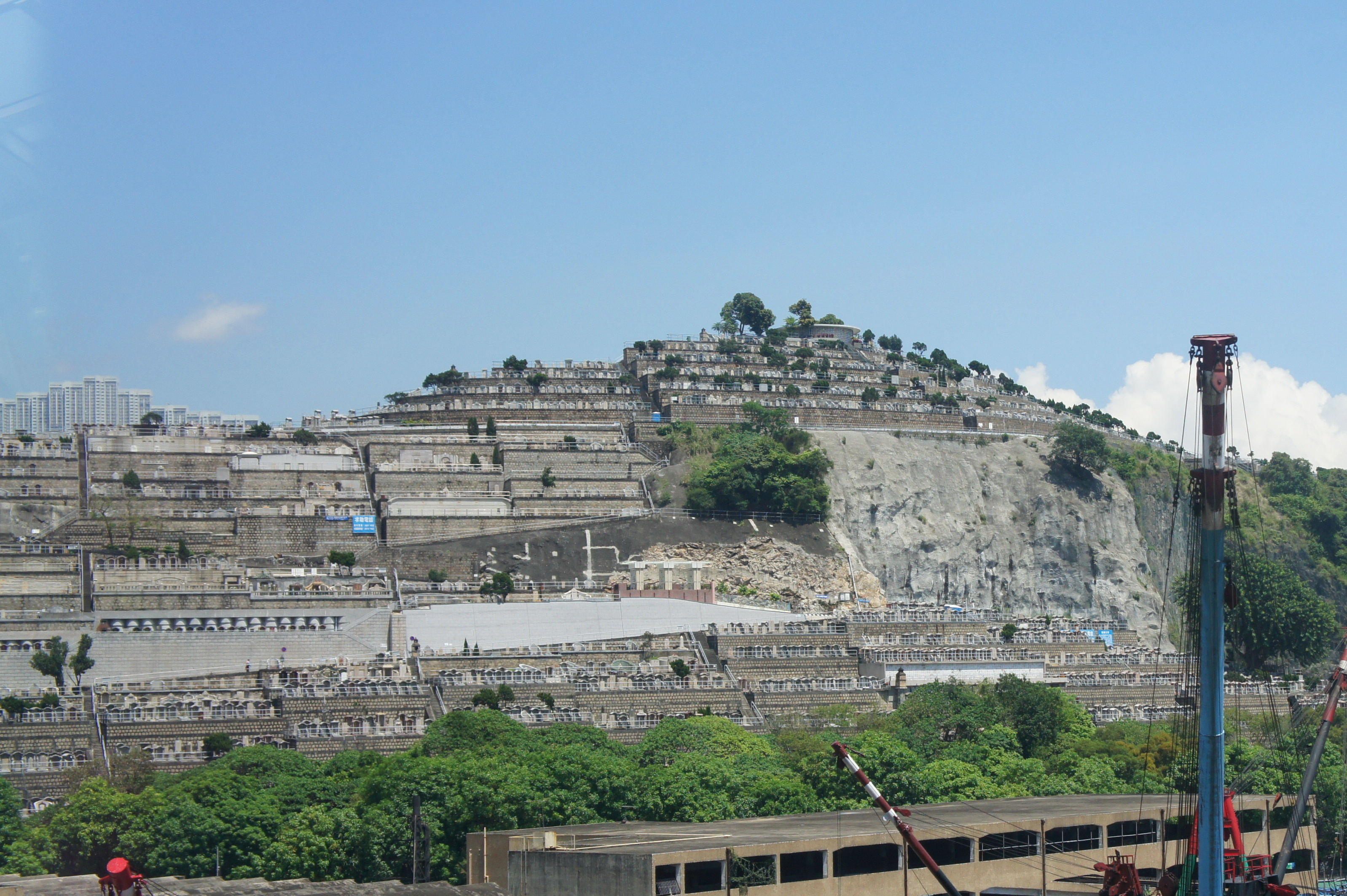
荃灣華人永遠墳場

新界
- 荃灣華人永遠墳場
- 將軍澳華人永遠墳場

- 香港仔華人永遠墳場
- 將軍澳華人永遠墳場
- 荃灣華人永遠墳場

### 認可殯葬區（原居民墳場）

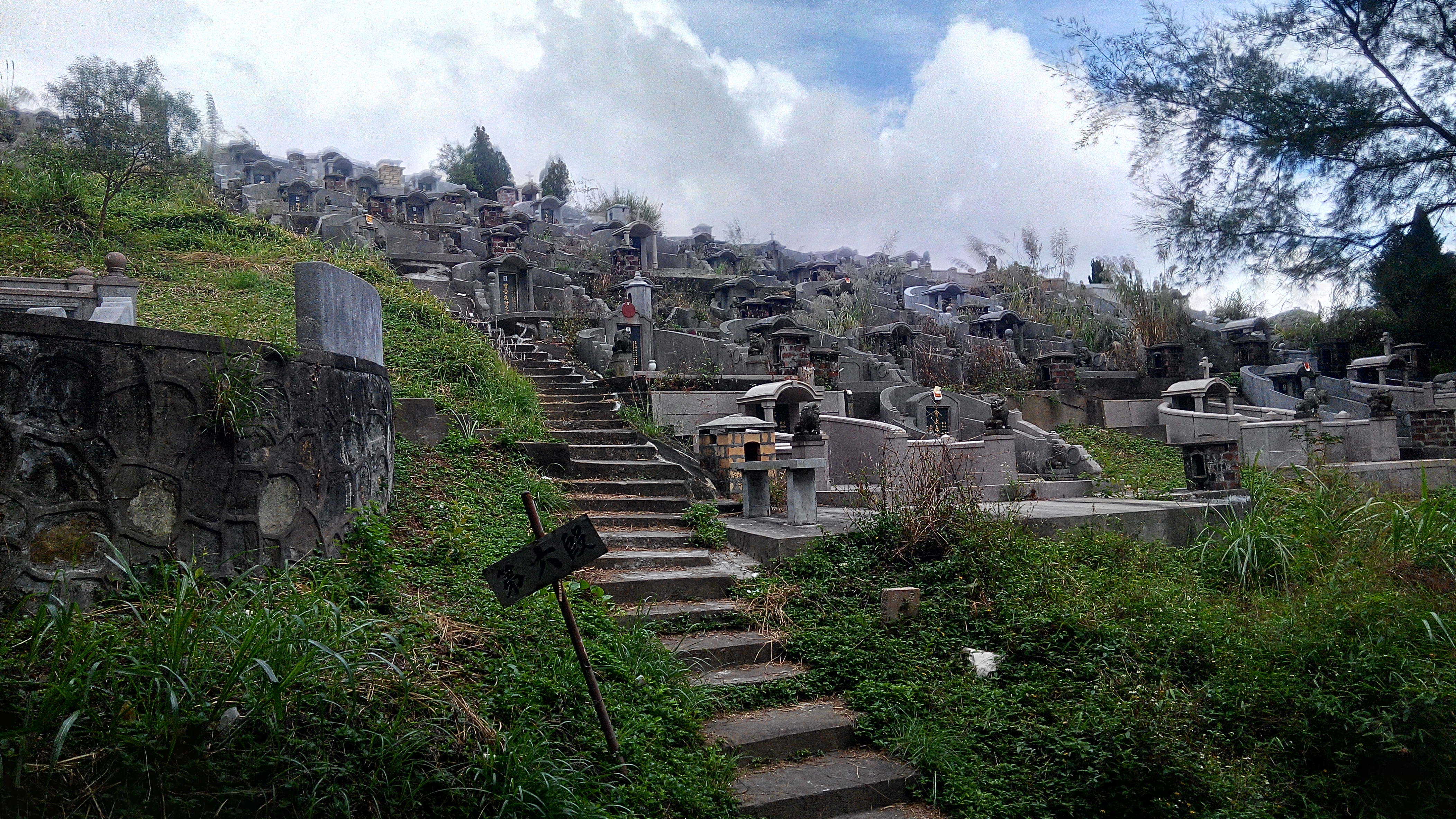
響石墳場

香港《基本法》第四十條規定新界原居民的合法傳統權益受香港特別行政區的保護，而於1987年的新界原居民權益研討會的文件中，列明新界原居民的安葬權利是合法傳統權益之一。香港政府於1977年訂立《公眾衛生及市政事務條例》付予新界原居民可申請將其去世的家屬葬於鄉村附近山邊而無須在公眾墳場安葬的權利。條例確保了新界原居民及1898年前開始於香港居住的漁民享有安葬權利，他們及其家屬去世後可於其居住鄉村附近山邊、由政府劃定的認可殯葬區 (Permitted Burial Ground)下葬。
於1983年後去世合資格的的新界原居民和漁民，其後人需到其所屬地區的民政事務署領取原居民安葬許可證，並須要在墳上刻上許可殮葬編號以證明其先人合法下葬的身分。政府在1983年及以後劃定共有525個原居民認可殯葬區，總面積約4,000公頃，均指定予不同鄉村或漁村的原居民或漁民下葬。認可殯葬區分佈在新界各區，包括離島、北區、西貢、沙田、大埔、屯門、元朗、荃灣及葵青。其中以元朗區的面積最大。但有部份認可殯葬區與70年代開始劃定的郊野公園和1990年代開始制訂的法定分區計劃大綱圖重疊。該等重疊地方，有部份是規劃作綠化地帶，而有813公頃更已劃作「自然保育區」，按規定不能興建新墳墓，只可以修葺舊墳墓。但有原居民繼續在被納入「自然保育區」的「認可殯葬區」內修建新墳墓，亦會在「認可殯葬區」以外的地方興建墳墓，違反《城市規劃條例》及「山邊殯葬政策」，且有關墳地並沒有呎吋和建構物限制。惟多年來亦沒有部門調查或制止。由於「自然保育區」多是樹木密佈的山坡，興建墳墓要先斬樹毀林，而在墳墓建成後，拜祭後遺留的火種經常引起山火，再進一步破壞林木。
2016年申訴專員公署作出主動調查報告，認為申請人必須於許可證夾附的地圖所示的認可殯葬區範圍之內安葬身故者遺骸，並在墓碑上刻上許可證編號。此後政府開始在部分龍認可殯葬區設立界線標記，並核對墳墓資料。有關認可殯葬區的地圖亦上載到民政事務總署網頁和地政總署的地理資訊地圖和手機認用程式MyMapHK供市民在室內或現場查閱。
2021年政府開始在西貢大頭洲，大埔三門仔和劏雞井認可殯葬區移走懷疑非法墳墓。
部分認可殯葬區
- TW-01響石墳場（荃灣鄉事委員會）
- KT-07 青衣二十四區
- TM-26,TM-28,TM-29,TM-30青山灣漁民墳場（屯門漁業總會）
- YL-7 元朗麒麟山（文氏麒麟吐玉書）
- YL-19 雞公嶺（全港最大認可殯葬區，鄧氏鐵鑪墳，荷葉跋龜）
- YL-65 元朗橫洲（鄧氏玉女拜堂、仙人大座）
- YL-72 元朗山貝（鄧氏金鐘覆火）
- YL-73 元朗凹頭（鄧氏狐狸過水）
- N-S-1 上水華山（廖氏壽星公）
- SK-52 西貢大頭洲（唯一一個全島葬區）

### 其他私營墳場
香港島

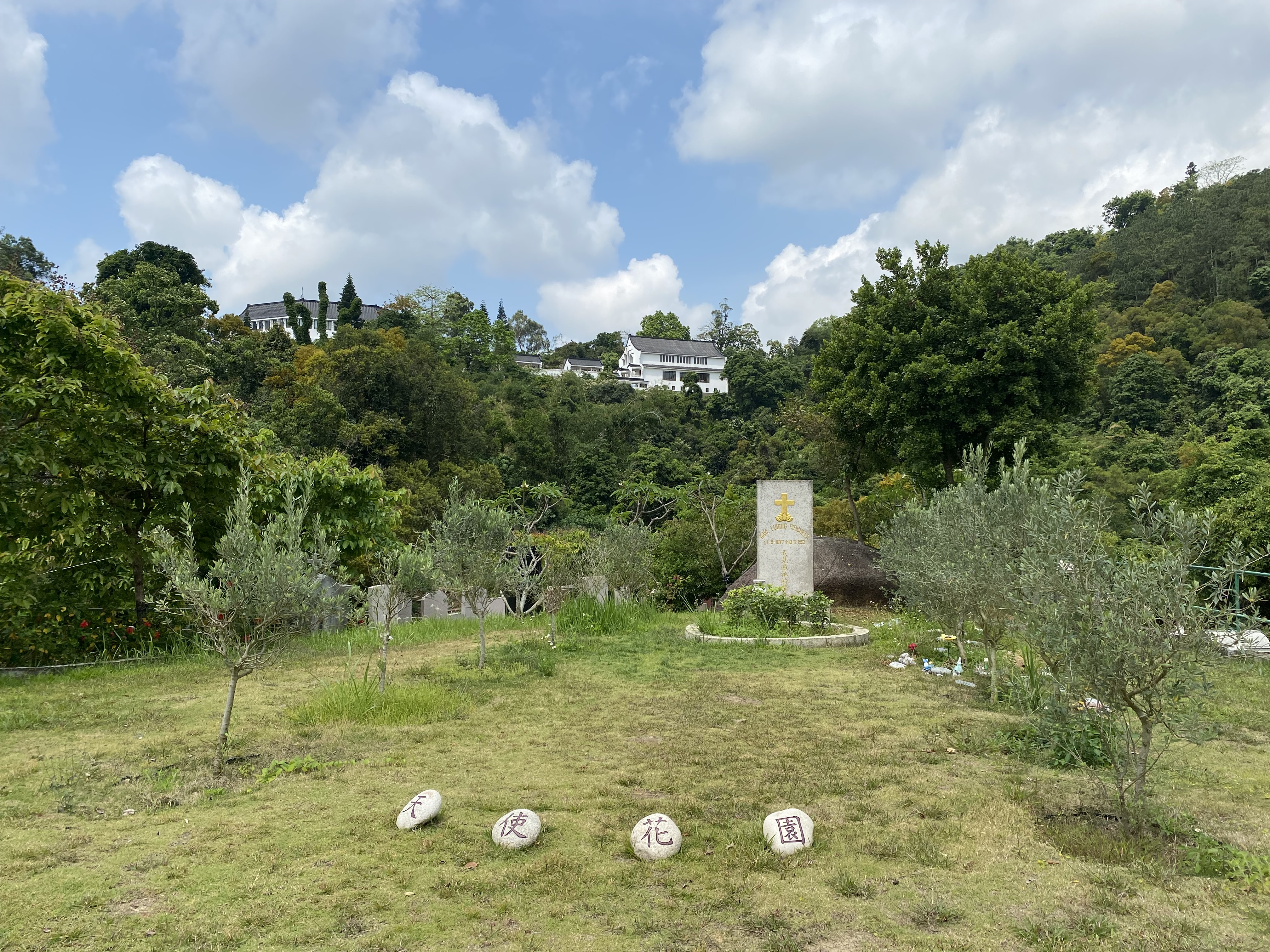
道風山天使花園
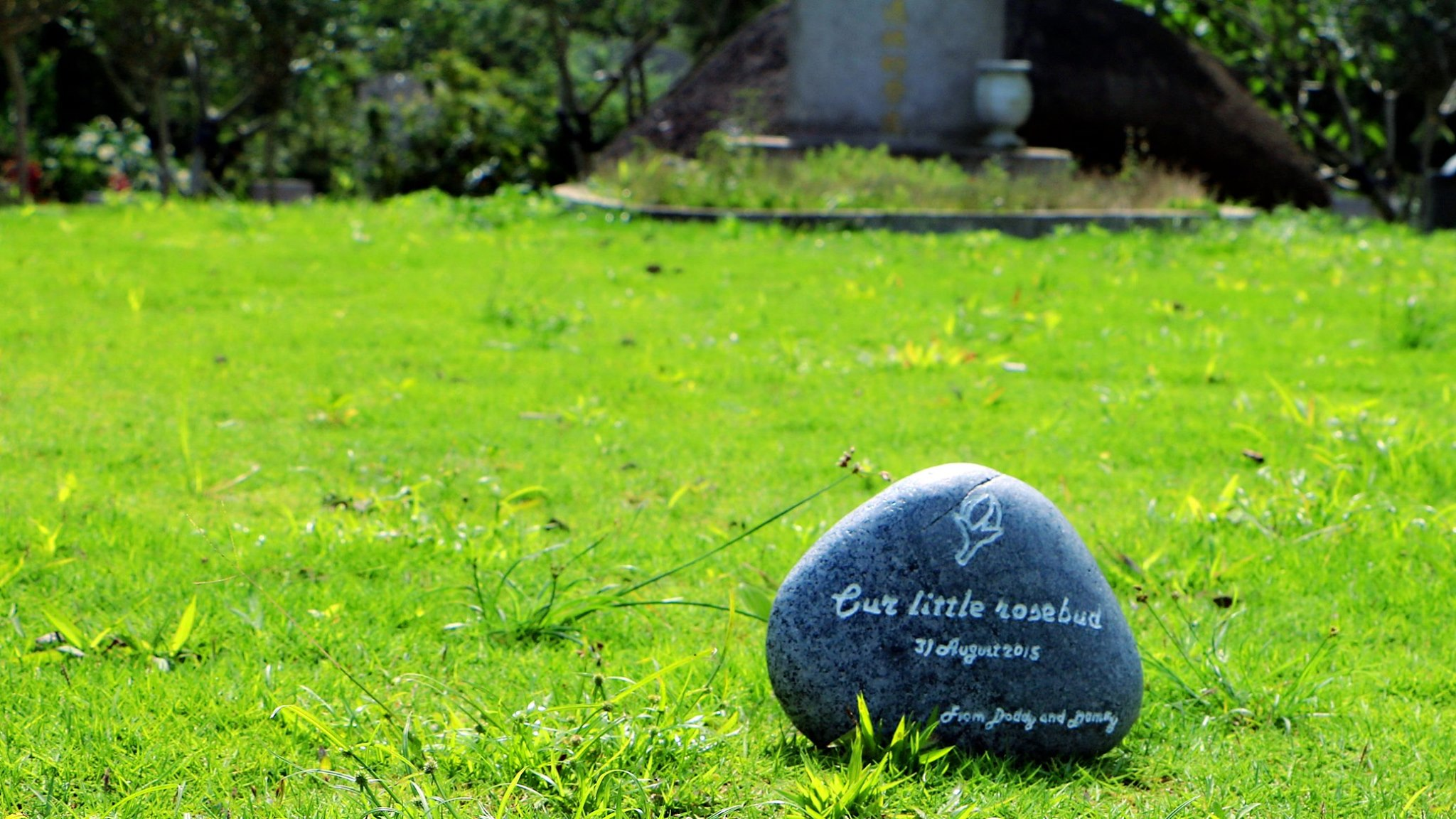
道風山天使花園
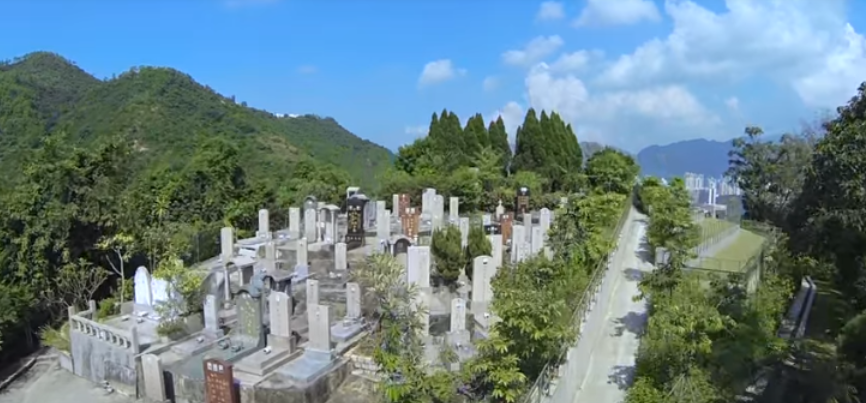
香港華人基督教聯會薄扶林道墳場
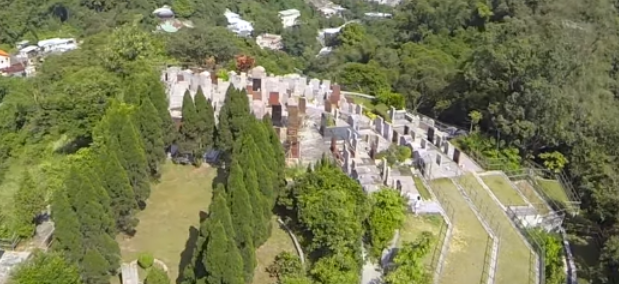
道風山基督教墳場鳥瞰照片
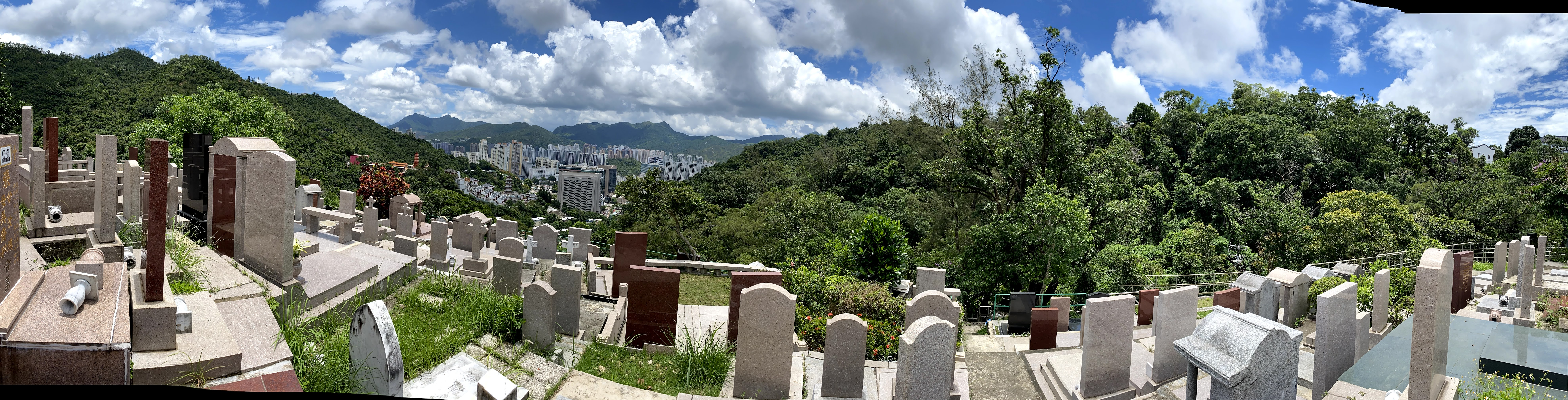
道風山基督教墳場

- 昭遠墳場
- 猶太墳場
- 回教墳場
- 印度墳場
- 跑馬地天主教聖彌額爾墳場
- 祆教墳場，亦稱波斯墳場
- 馬場先難友公墓
- 香港佛教墳場
- 歌連臣角回教墳場
- 柴灣哥連臣角天主教聖十字架墳場
- 軍人墳場
- 苦修女墳場

九龍

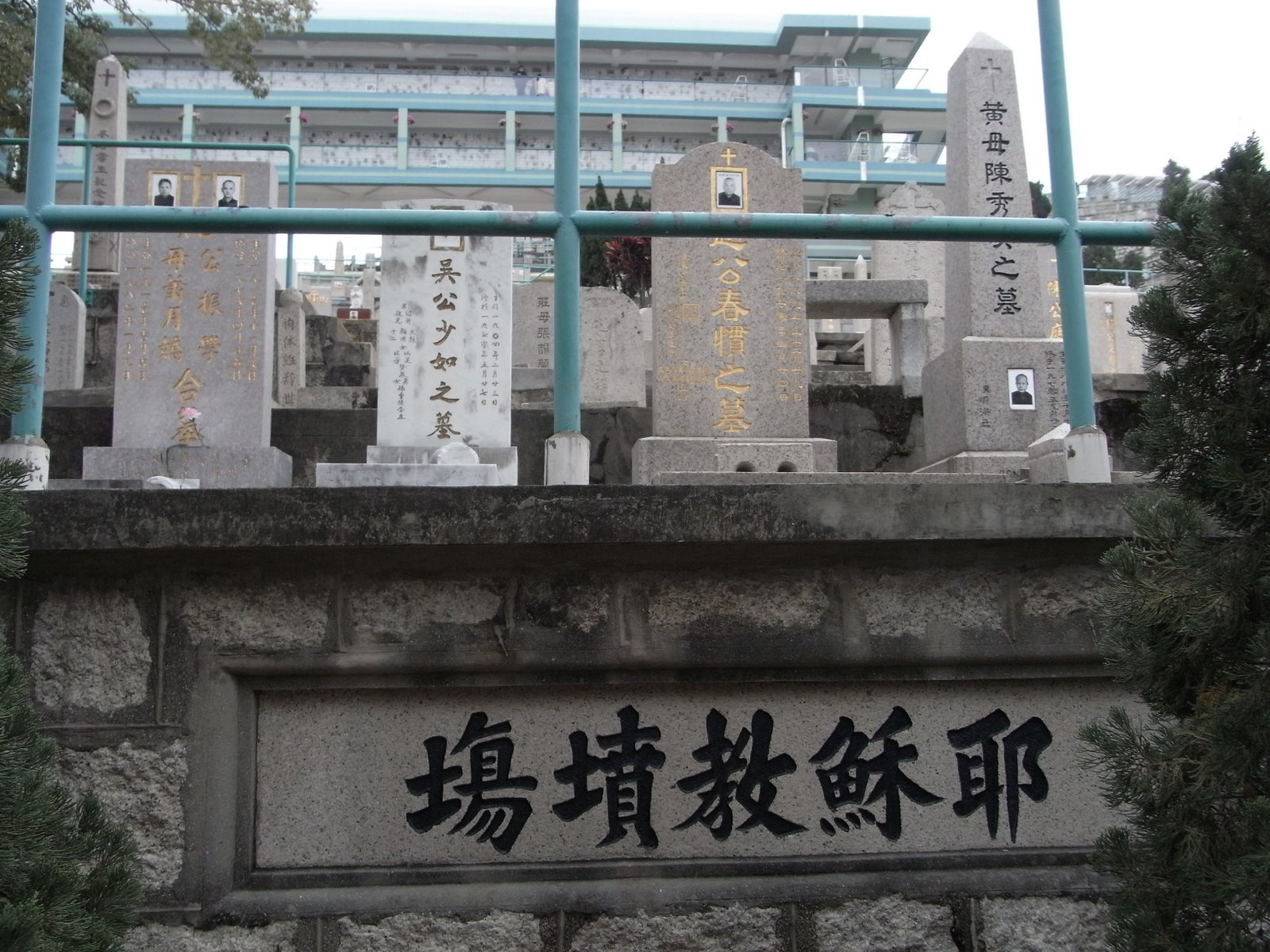
九龍城聯合道華人基督教墳場，又名耶穌教墳場

- 香港華人基督教聯會九龍墳場（新九龍1號墳場）
- 安貧姊妹修會墳場（新九龍2號墳場）
- 長沙灣天主教聖辣法厄爾墳場（新九龍第2662號內地段墳場）

新界
- 道風山基督教墳場 （页面存档备份，存于）[7]

- 道風山天使花園
- 道風山天使花園
- 道風山基督教墳場
- 道風山基督教墳場鳥瞰照片
- 道風山基督教墳場

- 寶福山
- 崇謙堂崇真會基督教墳場
- 西貢天主教墳場
- 川龍全完堂墳場
- 青山基督教墳場
- 思親公園
- 廓爾喀軍人墳場
- 長洲天主教墳場
- 長洲基督教墳場
- 西貢白沙灣企壁山墳場 - 西貢鄉事委員會

## 圖片

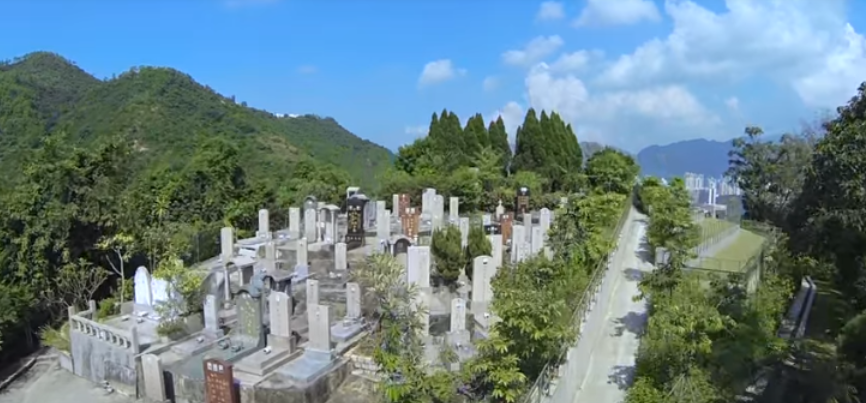
道風山基督教墳場
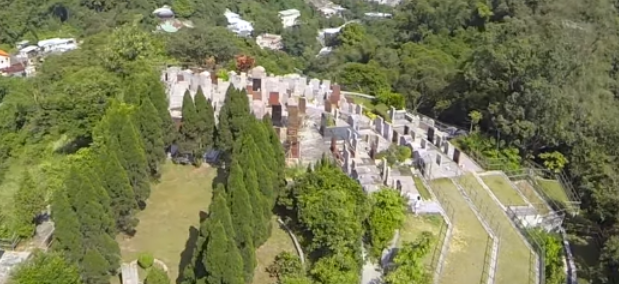
道風山基督教墳場鳥瞰照片
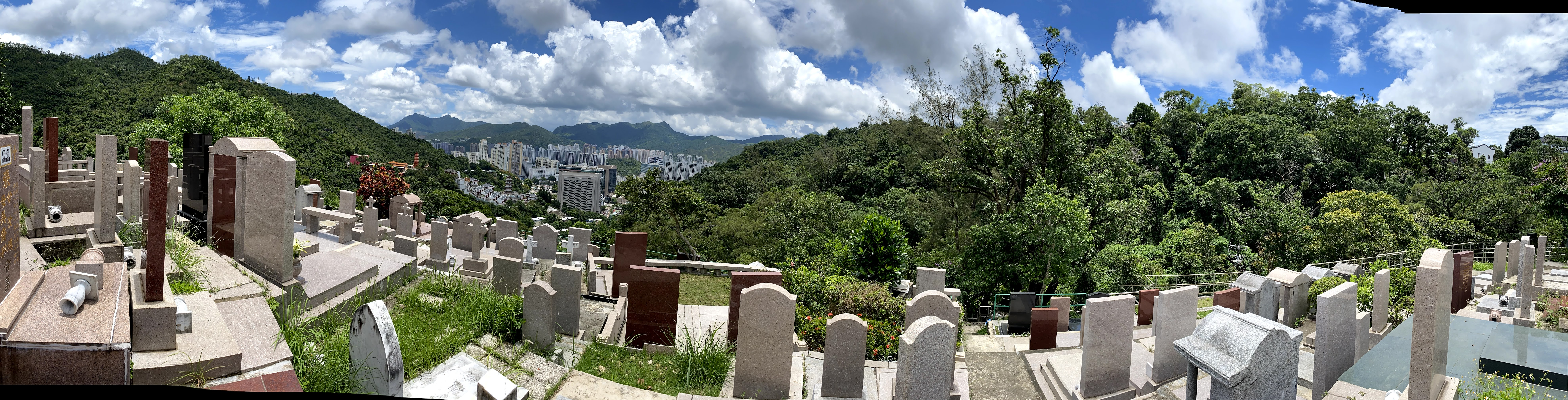
道風山基督教墳場
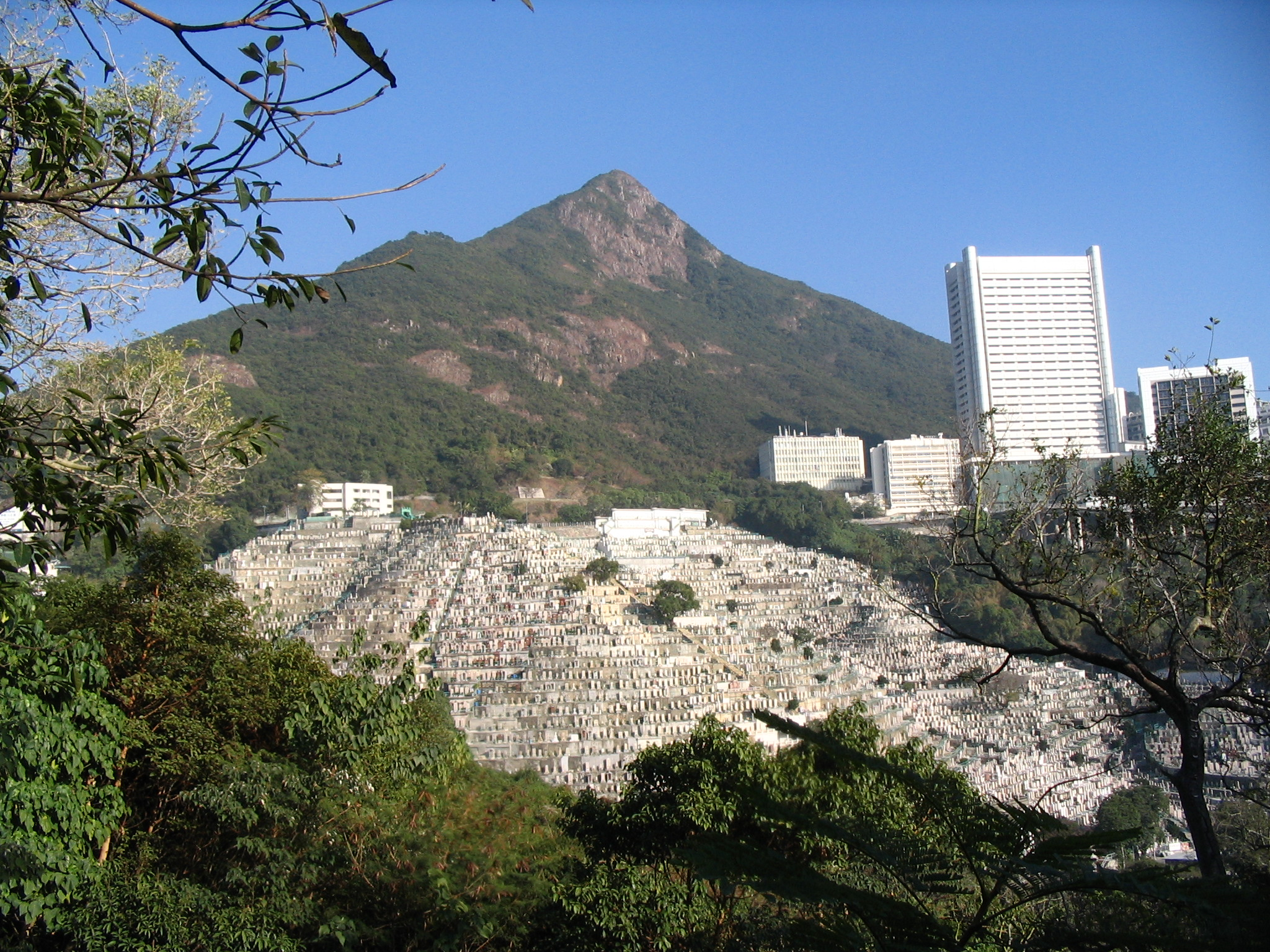
香港華人基督教聯會薄扶林道墳場
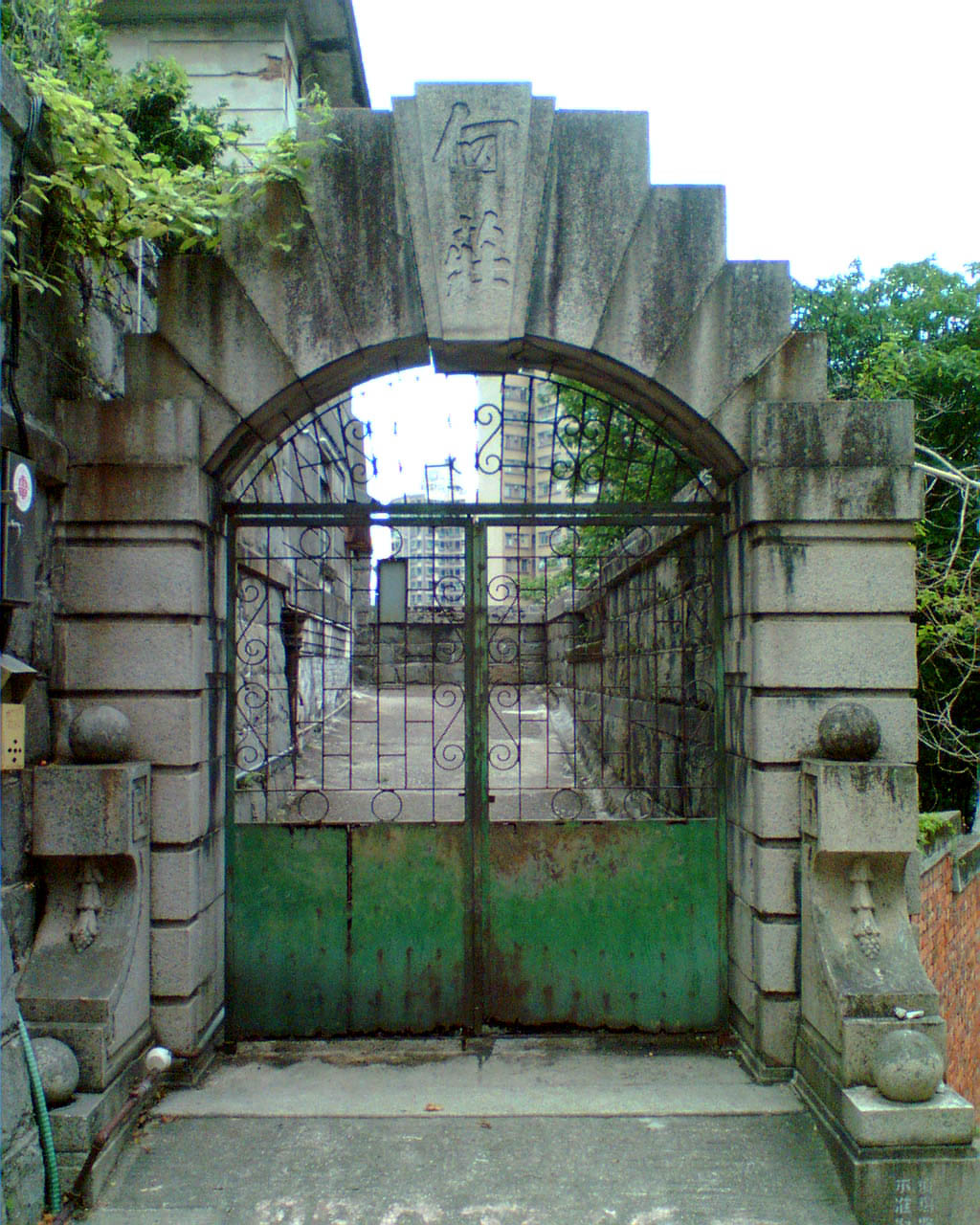
昭遠墳場
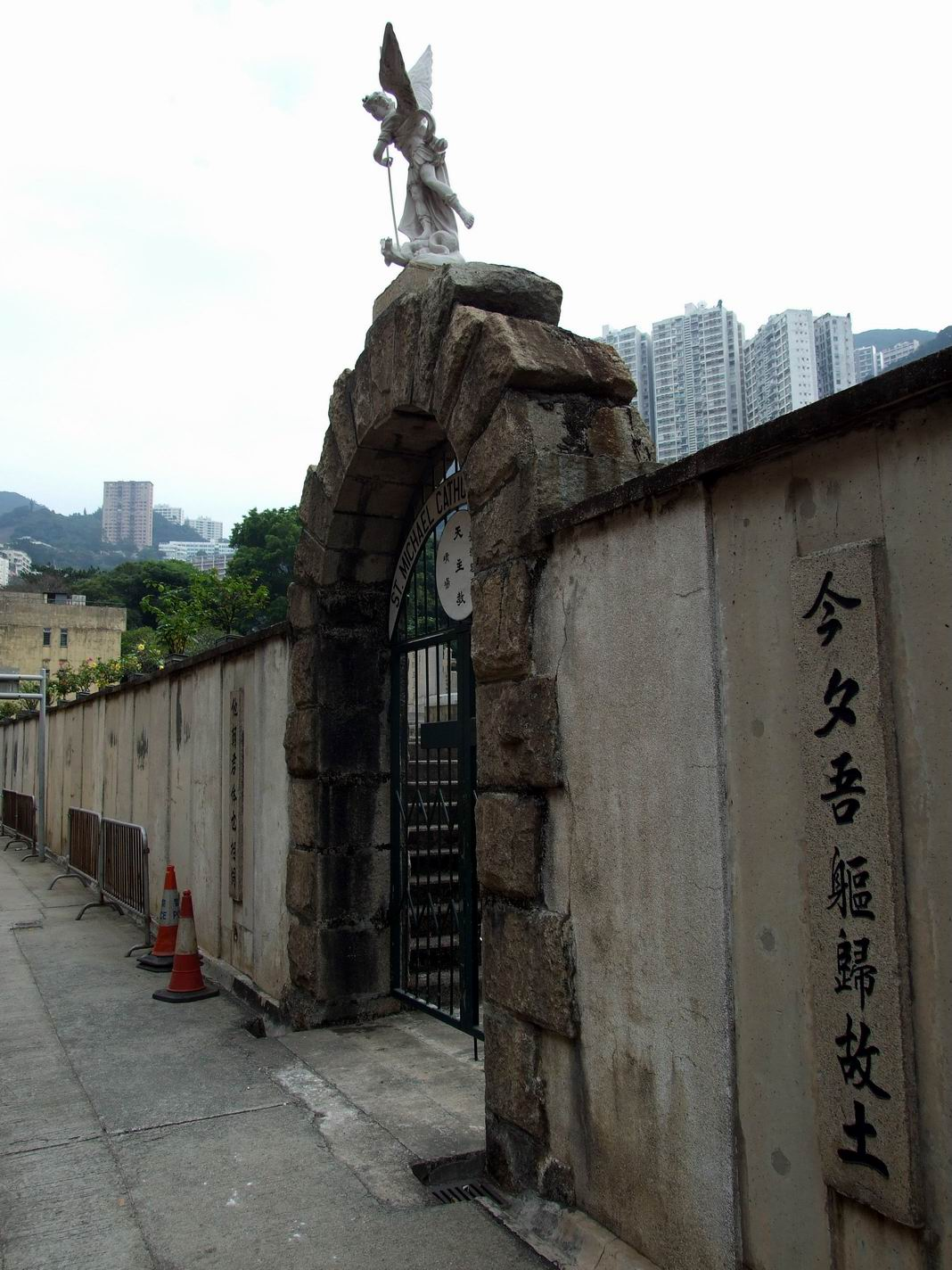
天主教聖彌額爾墳場
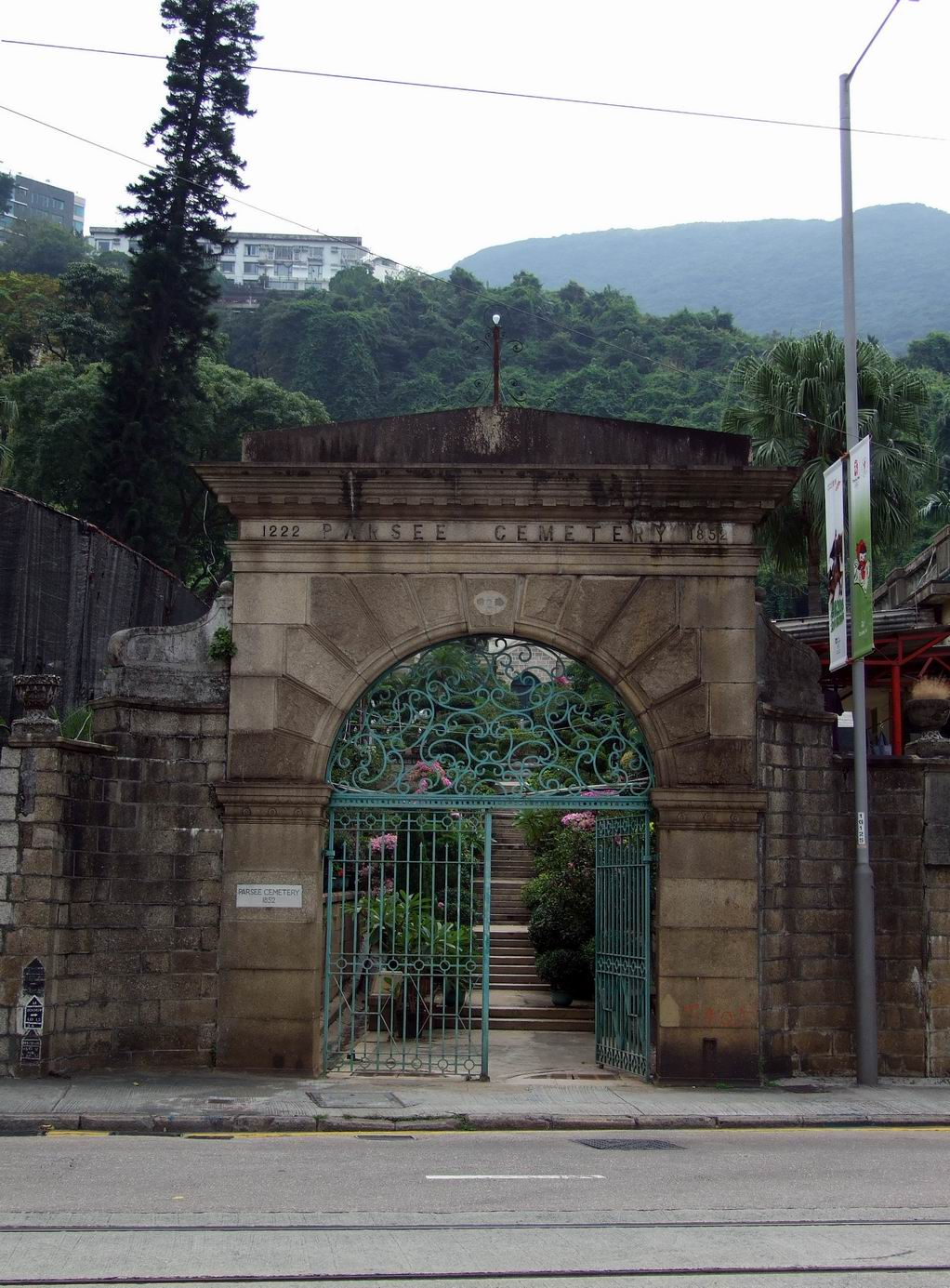
祆教墳場

## 私營火葬場
- 西竹林廟
- 竹林禪院
- 羗山觀音廟
- 寶蓮寺
- 寶林寺

## 特殊墳場
- 浩園
- 景仰園
- 赤柱監獄墳場

## 已遷拆墳場及新九龍墳場
- 一號墳場（新九龍01號墳場（九龍城老虎巖白鶴山，聯合道基督教墳場，今樂富一帶））
- 二號墳場（新九龍02號墳場，又稱安貧小姊妹會墳場（牛池灣清水灣道，前聖若瑟安老院後面，2002年業權轉讓後，墳穴全部移走，已關閉））
- 三號墳場（新九龍03號墳場（長沙灣琵琶山長沙灣疫症墳場，長沙灣天主教墳場東邊前福華村，今南華中學一帶，已關閉））
- 四號墳場（新九龍04號墳場（九龍城前橫頭磡徙置區一帶，晒魚石墳場，1949年政府限令遷走所有墳穴。[8]已關閉））
- 五號墳場（新九龍05號墳場（牛池灣鑽石山，東華醫院專屬金塔墳地））
- 六號墳場（新九龍06號墳場（深水埗石硤尾白田以北一帶，白田徙置區。因風水不佳，乏人入葬，於1947年關閉[8]。已關閉））
- 七號墳場（新九龍07號墳場（1930年代前已存在，至1970年代完全消失，稅關道以南、晏打臣道以西一帶，現四順屋邨區及順利紀律部隊宿舍，已關閉））
- 八號墳場（新九龍08號墳場（牛池灣鑽石山，現今鑽石山金塔墳場））
- 九號墳場（新九龍09號墳場（九龍城老虎巖杏林街摩士公園現址，已關閉））
- 十號墳場（新九龍10號墳場）
- 十四號墳場（新九龍14號墳場（九龍荔枝角蝴蝶谷前衛民村對上的山頭，已關閉））
- 十六號墳場（新九龍16號墳場（深水埗大坑東、又一村一帶，已關閉））
- 三十八號墳場（新九龍38號墳場（深水埗石硤尾大坑西一帶前光民村後面山頭，已關閉））
- 雞籠灣墳場（1874年前－1959年，現址為華富邨）
- 灣仔墳地（1841年8月－1889年，現時灣仔星街和聖佛蘭士街一帶）
- 咖啡園墳場（可譯作加路連山墳場，現址為香港大球場附近）
- 何文田墳場（現址為愛民邨附近）
- 馬頭圍墳場（現址為何文田上食水配水庫）
- 鴨脷洲公眾墳場（現址為鴨脷洲邨）

## 咖啡園墳場（可譯作加路連山墳場）下葬名人
- 侯亨（1862—1923）香港第一位華籍督察。
- 馬棚先難友紀念碑[9]
- 胡禮垣（1847—1916） 字榮懋， 號翼南， 又號逍遙遊客[10]
- 胡百貴（1914-1937年）胡禮垣之孫、余東旋女婿
- 黎國權（1847—1927）

## 香港華人基督教聯會九龍墳場（新九龍1號墳場）下葬名人
- 鄺日修 (1840年9月3日- 1921年1月20日) ，香港聖公會第一位華人牧師
- 李求恩(1916年- 2013年11月5日)
- 黃啟明(1887年- 1939年4月16日) ，20世紀二三十年代廣東著名教育家，廣州東山培正中學校長
- 呂明才(1888年2月12日－1956年3月17日）[11]
- 郭碧鳳呂明才元配
- 鄭幹生
- 關景良（1869年－1945年）
- 江恩梅關景良第二任妻子
- 簡又文（1896年－1978年10月25日）太平天國史專家
- 陈遇宗（1878年－1953年）
- 劉暮雨（1901－1940）蔣光鼐之妻[12]

## 百花林
- 孫中山先生母親楊太夫人的墓地（1828年－1911年）
- 客家螳螂拳宗師劉瑞（誠初、水）(1879-1942)
- 華僑日報創辦人岑日初（1870-1959年）
- 四大探長呂樂祖父母跟父母的祖墳

## 荃灣華人永遠墳場下葬名人
- 譚煥堂（1872年—1954年12月29日）
- 谭肇康（1874年—1961年）同盟會會員[13]
- 吳澤理（1889年—1962年）
- 梁顯利（1890年－1961年1月15日）
- 歐陽儉（1914年－1961年10月9日）
- 薛振鴻（1941年－1967年11月28日），華籍警員，編號8548，六七暴動殉職警務人員）
- 凌月仙 李陞的夫人
- 林裘謀 林護的兄長[14]
- 陳策 (1894年)（1894年4月2日－1949年8月31日）原葬於廣州，其後人把他的遺體運來香港，與太太同葬
- 陳粹芬（1874年－1962年）1992年6月5日改葬於翠亨村孫氏家族墓地之內
- 蘇仲英（1909——1956）   陳粹芬養女，孫治乾之妻，1992年6月5日改葬於翠亨村孫氏家族墓地之內
- 陳南昌（1900年－1971年）

## 香港佛教墳場下葬名人
位於港島柴灣歌連臣角道IL7755號地段，佔地面積2.65公頃
- 霍英東（1923年5月10日－2006年10月28日）
- 廖寶珊（1900年－1961年）[15]
- 馬錦燦(1909年－1984年)
- 庄靜庵（1908年--1995年10月）李嘉誠岳父[16]
- 邱碧雲（1909年－2002年4月14日）李嘉誠岳母[17]
- 黃惠君 庄靜庵二房
- 李雲經（1898年—1943年）李嘉誠父親
- 李嘉宣 李嘉誠胞弟
- 李嘉昭 李嘉誠二弟
- 莊月明（1933年6月22日－1990年1月1日）李嘉誠亡妻[17][18]
- 董瑞昌（1881年－1932年）董建華的祖父[19]
- 周君任（1928年－2001年2月19日）周生生集團創辦人
- 何善衡（1900年－1997年12月）恒生銀行創辦人之一
- 胡忠（1902年—1991年）胡應湘父親
- 徐亮之《亮齋雜筆》的作者
- 李寶椿（1886年－1963年）
- 楊耀松（1921年－2003年2月25日）「工廈大王」
- 王啟宇（1883年－1965年）「中國紡織技術奠基人」
- 張玉麟（1923年－1979年）[20]

## 其他名人
- 楊君俠（1910年－1939年7月7日）安葬於牛池灣墳場
- 顏成坤（1903年－2001年4月14日）中華巴士創辦人，安葬於薄扶林中華基督教墓園
- 葉問（1893年10月1日－1972年12月2日）安葬於粉嶺蝴蝶山蓬瀛仙館右側的山崗上
- 莫愁 （約1933年－1965年12月27日）石筆上刻「姑蘇王麗貞﹙莫愁﹚女士之墓（60年代邵氏女星）安葬於青山禪院墳場
- 沈鴻英（1871年－1938年）安葬於錦莆路九霄觀附近的公營房屋地上，現有佔地約2,000平方米私人墓園，共有約10個大小不一墳墓，墓群「主墳」碑上刻有「故協威將軍冠南府君之墓」，埋葬了民初舊桂系軍閥沈鴻英
- 李福林將軍墓（1872年－1952年）安葬於大埔康樂園東西兩路交界小山坡
- 許愛周（1881年 - 1966年）安葬於上水松柏塱愛園
- 庇理羅士的兒子及妻子安葬於猶太墳場
- 余鶴松（1822年－1886年）及妻子安葬於大埔余園
- 余廣培（1853年－1891年）及妻子安葬於大埔余園
- 余東璇（1877年7月23日－1941年5月11日) 及妻子安葬於大埔余園
- 陳流芳（1928年－2014年12月19日）荃灣鄉事委員會前主席，安葬於荃灣川龍響石墳場
- 顧啟德（1863年－1939年）安葬於青山基督教墳場
- 鍾懷新（1867年1月12日－1928年5月12日）安葬於青山基督教墳場
- 陶三姑（1895年－1983年3月13日）安葬於和合石墳場
- 羅香林（1906年－1978年）及其夫人朱倓安葬於粉嶺龍躍頭崇謙堂村崇真會崇謙堂教會墳場
- 凌啟蓮（1842年－1932年）安葬於粉嶺龍躍頭崇謙堂村崇真會崇謙堂教會墳場
- 傅瑞憲（1896年2月12日－1943年10月29日）墓碑位於赤柱軍人墳場
- 杜雄光（1948年－1967年10月13日），華籍警員，編號6990，六七暴動殉職警務人員，安葬於沙田大圍穀寮墳場
- 譚少華（1923年－2015年7月28日）冠益華記食品廠創辦人，安葬於西貢白沙灣企壁山墳場
- 羅遜准將，MC（John K. Lawson，1887年12月27日－1941年12月19日）安葬於西灣國殤紀念墳場
- 謝日昌（1835年－1903年），謝纘泰父親，太平天國部將，洪門二房洪順堂香主，最初葬於港島掃桿埔，後因興建香港大球場，移葬九龍鑽石山墳場
- 曾木嬌（？－？），謝纘泰妻子，安葬於九龍鑽石山墳場
- 鄧碧雲（1924年9月27日－1991年3月25日），藝人，骨灰安葬於鑽石山墳場的「興仁堂」[21]
- 謝廷駿（1978年－2010年），2010年馬尼拉人質事件中被挾持及槍殺的康泰旅行社領隊，骨灰安葬於鑽石山墳場的「仰念堂」 [22]
- 李錦裳（1862年－1922年）及妻子梁糖，李錦記創始人，安葬於荃灣莲花山下花山村鵝地
- 李兆南（年）及妻子陳彩琴，李錦記第二代传人，安葬於荃灣蓮花山下花山村鵝地
- 趙聿修（1905年－1974年6月），榮華創始人，安葬於粉嶺崇謙堂村後山
- 曾氏福德公之墓（道光十七年丁酉歲孟春月重修，祀主曾奕賢立），曾奕賢即曾三利又名曾貫萬生於清嘉慶十三年（1808年），安葬於筲箕灣柏架山
- 鄧松年（1885年－1959年）安葬於屯門新墟基督教墳場
- 杜四端（1859年－1940年）旅港福建商會之創辦人，安葬於沙嶺墳場
- 張岳靈（1905年－1966年11月7日），安葬於九龍城嘉林邊道基督教墳場

## 風水名穴
- 曾氏福德公穴 位於 地圖位置
- 求子斬關穴 位於 地圖位置
- 仙人大座 位於 地圖位置
- 玉女拜堂 位於 地圖位置
- 半月照潭 位於 地圖位置
- 金鐘覆火 位於 地圖位置
- 渴馬飲泉 位於 地圖位置
- 麒麟吐玉書 位於
- 狐狸過水 位於 地圖位置
- 荷葉跋龜 位於
- 鐵爐墳 位於 地圖位置

## 註腳
1. ↑  公務員事務局：立法會公務員及資助機構員工事務委員會資料文件〈浩園的土葬政策 （页面存档备份，存于）〉，立法會CB(1)1961/05-06(01)號文件，2006年7月。
2. ↑  食物環境衞生署網站：土葬服務 的存檔，存档日期2009-06-21.，修訂於2005年3月8日。
3. ↑  公務員事務局：立法會公務員及資助機構員工事務委員會討論文件〈浩園的土葬政策 （页面存档备份，存于）〉，立法會CB(1)1746/05-06(07)號文件，2006年6月19日。
4. 1 2  .   [2020-04-05]. （原始内容存档于2021-08-08）. （页面存档备份，存于）
5. ↑  .   [2020-04-05].
6. ↑  .   [2013-05-04]. （原始内容存档于2015-09-23）. （页面存档备份，存于）
7. ↑  .   [2020-02-28]. （原始内容存档于2020-02-28）. （页面存档备份，存于）
8. 1 2  香港史學會, 香港史地•第二卷. . 香港: 香港史學會. 2011: 62. ISBN 978-988-177433-0.
9. ↑  墳場研究 Cemetery Study 在馬場先難友紀念碑 www.facebook.com
10. ↑  墳場研究 Cemetery Study 在樂活道 www.facebook.com
11. ↑  墳場研究 Cemetery Study www.facebook.com
12. ↑  墳場研究 Cemetery Study www.facebook.com
13. ↑  墳場研究 在荃灣華人永遠墳場 www.facebook.com
14. ↑  墳場研究 在荃灣華人永遠墳場 www.facebook.com
15. ↑  墳場研究 在香港佛教墳場 www.facebook.com
16. ↑  墳場研究 在香港佛教墳場 www.facebook.com
17. 1 2  墳場研究 在香港佛教墳場 www.facebook.com
18. ↑  維城觸蹟 在香港佛教墳場 www.facebook.com
19. ↑  墳場研究 在香港佛教墳場 www.facebook.com
20. ↑  . 市政事務署. 1979-03-28  [2019-05-17].
21. ↑  墳場研究 在鑽石山墳場 （页面存档备份，存于） www.facebook.com
22. ↑  墳場研究 在鑽石山墳場 （页面存档备份，存于） www.facebook.com

## 外部連結
- 食物環境衞生署網站：墳場及火葬場 （页面存档备份，存于）
- 華人永遠墳場管理委員會 （页面存档备份，存于）
- 地方－墳場及火葬場 （页面存档备份，存于），出自香港地方 （页面存档备份，存于）
- 香港法例第132章—公眾衞生及市政條例：附表5—墳場、火葬場及紀念花園
- 香港史學會：香港 (華人 )墳場一覽表 一覽表 （页面存档备份，存于）
- 新界認可殯葬區一覽表及地圖 （页面存档备份，存于）
- 東張西望 青衣非法擴建墳場山, 墳墓遍山居民憂過度開墾冧山泥 （页面存档备份，存于）
- 青衣墳場山涉非法擴建 Channel C HK （页面存档备份，存于）
- 民政事務總署山邊殯葬 （页面存档备份，存于）